# 이즈미촌 (후쿠시마현)
이즈미촌(일본어: 泉村)은 일본 후쿠시마현 이시카와군에 있었던 촌이다. 1955년 3월 31일 이즈미촌, 스가마촌 등 2개 촌이 합병하여 다마카와촌이 신설되고 폐지되었다.

## 지리
다마카와촌 서부가 이즈미촌이 있던 곳이다.

## 역사
- 1889년 4월 1일 - 정촌제 시행에 의해 6촌이 합병해 이시카와군 이즈미촌이 성립하였다
- 1955년 3월 31일 - 이즈미촌, 스가마촌 등 2개 촌이 합병하여 다마카와촌이 신설되고, 이즈미촌 등은 폐지되었다.

## 인구
- 1889년 2,769
- 1920년 3,375
- 1935년 3,939
- 1947년 5,095

## 교통

### 철도
- 일본국유철도(→동일본 여객철도)
  - 스이군선

### 도로
- 2급국도
  - 국도 118호선

## 참고 문헌
- 角川日本地名大辞典編纂委員会『가도카와 일본 지명 대사전 7 福島県』、가도카와 쇼텐、1981年 ISBN 4-04-001070-1
- 日本加除出版株式会社編集部『全国市町村名変遷総覧』、日本加除出版、2006年、ISBN 4-8178-1318-0